# Antioch Arrow
Antioch Arrow war eine Mitte der 1990er Jahre bestehende Emocore- / Screamo-Band aus San Diego, Kalifornien / USA.

## Geschichte
Die Band entstand in der San-Diegoer Hardcore-Punk-Szene zusammen mit anderen Bands wie etwa Swing Kids und gehörte damit zu den emotionalen Hardcore spielenden Bands.
Das Gründungsmitglied Aaron Ricards wurde nach seinem Ausstieg durch Andy Ward, der auch bei der Band Evergreen aktiv war, ersetzt.
Insgesamt war die Band dreimal auf US-Tour, wobei im Sommer 1993 die größte stattfand. Im Juli 1994 spielte die Band die letzte Show.
Im Jahr 1995 wurde das Album Gems of Masochism als Zusammenstellung veröffentlicht und 2005 von Three On G Records neu veröffentlicht.

## Stil
Die Band hatte einen großen Einfluss auf den später entstehenden sogenannten Screamo. Die Band wird oft schon selber diesem Genre zugeordnet.
Beim Label Three On G Records ist zum Stil zu lesen:

“An Antioch Arrow album or performance is an overwhelming art explosion of noisy poems sprayed in your face in one minute bursts. Sort of like someone emptying cans of Mace in your eyes.”

Der Stil von Antioch Arrow wird oft auch als Art Hardcore bezeichnet und soll damit auf den experimentellen, selbstreflektierenden Charakter der Emoband im Bezug auf den normalen Hardcore hinweisen.

## Diskografie
- 1993: The Lady Is a Cat (Gravity Records)
- 1993: Antioch Arrow/Candle, Split 7″ (Gravity Records)
- 1994: In Love with Jetts (Gravity Records)
- 1995: Gems of Masochism (Amalgamated Recording Corp / Mighty Recording)
- 2005: Gems of Masochism (31G Records, Wiederveröffentlichung)